# COPEM de l'Hospitalet
El COPEM (Centro Oficial de Patronato de Enseñanza Media) fou el primer institut de secundària que hi va haver a la ciutat de l'Hospitalet de Llobregat. Es va crear l'any 1958, conjuntament amb els COPEM de Mataró i de San Fernando (Cadis), mitjançant un decret del Consejo de Ministros.
En el moment de la seva creació no hi havia cap centre oficial de secundària a la ciutat de l'Hospitalet i els nens que volien cursar batxillerat s'havien de desplaçar als instituts de Barcelona o bé estudiar per lliure i anar a examinar-s'hi.
El 20 de juny de 1958 el regidor de Cultura, Josep Ferrando, havia presentat al ple de l'Ajuntament, presidit pel Dr. Ramon Solanich, una moció per crear un Centre Oficial de Patronat a la ciutat, acollint-se a la possibilitat prevista legalment en el Decret franquista de 23 d'agost de 1957 Sobre regulación de los Centros de Patronato de Enseñanza Media. La moció es va aprovar a l'Ajuntament el 2 de juliol del mateix any, i el 5 de setembre va ser aprovada pel Consejo de Ministros.
L'acord de l'Ajuntament amb el Ministerio de Educación preveia la creació d'un Patronat on el Patró era l'Ajuntament, que proveïa totes les places de professor excepte dues que eren proveïdes pel Ministerio.
Tenia gairebé totes les atribucions d'un Institut oficial, però els alumnes havien d'anar a fer els exàmens de les revàlides (elemental i superior) i de la Prueba de Madurez per entrar a la Universitat a l'Institut Jaime Balmes del qual el COPEM de l'Hospitalet depenia com a filial.
L'Institut de Santa Eulàlia, que és com es va conèixer popularment, va ser inaugurat el 19 d'octubre de 1958 i va ocupar una part de les instal·lacions que ocupava des de 1954 el Grup Escolar Santa Eulàlia, a l'actual plaça de Pius XII entre el mercat de Santa Eulàlia i la via del carrilet.
El primer any l'activitat va començar amb els cursos segon i primer de batxillerat, i va tenir com a primer director i secretari, respectivament, el Sr. Demetrio Ramos i el Sr. Rafael Candel i Vila.
Els estudiants van ser majoritàriament fills de famílies treballadores dels barris de la ciutat: Centre, Sant Josep, Santa Eulàlia, Collblanc, Pubilla Cases, la Torrassa, i també de Barcelona i d'altres poblacions del Baix Llobregat com Cornellà, Esplugues, Sant Feliu i Vallirana.

## Cronologia
A continuació es detallen les dates i esdeveniments més destacats, en especial el pas a Institut de Batxillerat "de ple dret" i els diversos canvis de denominació del centre.
| Data                                               | ESDEVENIMENT |
| -------------------------------------------------- | --- |
| 7 de novembre de 1954                              | S'inaugura i es beneeix el Grup Escolar Santa Eulàlia. |
| 4 de maig de 1955                                  | Es crea l'Escola Nacional Unitària de nenes i l'Escola Nacional de pàrvuls al Grup Escolar Santa Eulàlia. |
| 2 de juliol de 1958                                | Ple extraordinari de l'Ajuntament per sol·licitar del Ministerio de Educación Nacional la creació a Hospitalet d'un Centro Oficial de Patronato de Enseñanza Media, en el local propietat de l'Ajuntament situat a la barriada de Santa Eulàlia, entre els carrers Pareto i Anselm Clavé. |
| 5 de setembre de 1958                              | El Consell de Ministres dona la seva aprovació. |
| 20 de setembre de 1958                             | Queda oberta la matrícula. |
| Entre el divendres 3 i dilluns 6 d'octubre de 1958 | Començament de les classes. |
| 19 d'octubre de 1958                               | Acte oficial d'inauguració. |
| Juny de 1964                                       | Finalització dels estudis de la primera promoció d'alumnes |
| Curs 1972-1973                                     | S'accepta l'entrada de noies al centre. |
| 31 d'octubre de 1975                               | Pel decret 2977/1975 del 31 d'octubre de 1975 (BOE nº 284, de 26 de novembre) s'aprova la transformació. El COPEM passa a ser l'Institut de Batxillerat Mixt número 2, de L'Hospitalet de Llobregat.                                                                                      |
| Curs 1979-1980                                     | L'Institut de Batxillerat Mixt número 2, de L'Hospitalet de Llobregat passa a dir-se Institut de Batxillerat Santa Eulàlia. |
| 1981                                               | L'Institut es completa amb una nova ala, la qual cosa fa que perdi l'antiga forma d'”U” i el pati quedi reclòs. |
| Setembre 1996                                      | S'instaura l'ESO a l'Institut i aquest passa a ser l'IES SANTA EULÀLIA (Institut d'Ensenyament Secundari). |
| Curs 2008-2009                                     | Celebració dels 50 anys de la inauguració del COPEM de l'Hospitalet amb una sèrie d'actes i col·loquis al mateix centre i al Centre Cultural Santa Eulàlia, amb participació d'ex-professors i ex-alumnes.                                                                                |